# Азиатски антициклон
Азиатският антициклон (също Монголски антициклон или Сибирски антициклон) е обширна област с високо атмосферно налягане (антициклон), намираща се над Централна Азия и Сибир през по-голямата част от зимата (септември – април). Най-често центърът ѝ е над езерото Байкал.
В средата на зимата температурата на въздуха около центъра на антициклона често е под −40 °C, а атмосферното налягане често е над 1,040 mbar. Азиатският антицклон е най-силният полупостоянен антициклон в северното полукълбо. Той е отговорен за най-ниската измерена температура в северното полукълбо (−67,8 °C на 15 януари 1885 г. във Верхоянск) и най-високото измерено атмосферно налягане (1083,8 mbar на 31 декември 1968 г. близо до езерото Агата в Красноярски край). Антициклонът причинява изключително студени и сухи условия в азиатската част на Русия, Монголия и Китай.

## Характеристика
Азиатският антициклон влияе на метеорологичните условия в по-голямата част на северното полукълбо, достигайки на запад до Италия, но носейки хладно време дори на юг към Малайзия, където е основна част от североизточния мусон. В състояние е да блокира и да редуцира зоните с ниско атмосферно налягане, създавайки сухи условия в по-голямата част на Азия, с изключение на Хокурику и каспийското крайбрежие на Иран, където има условия за орографски валежи. В резултат на антицклона крайбрежните зими в региона на Владивосток са много студени, имайки предвид географската ширина на града и разположението му до Тихия океан.
Сибирският въздух, като цяло, е по-студен от арктичния, тъй като, за разлика от арктичния, който се образува над морския лед около Северния полюс, сибирският въздух се сформира над студената сибирска тундра, която не отдава топлина по същия начин като арктичния лед.
Антициклонът започва да се образува към края на август и запазва силата си до края на април. Зараждането му в края на арктичното лято се предизвиква от преминаването на летните въздушни маси над вътрешността на Североизточна Азия, които се охлаждат с намаляването на деня и удължаването на нощта. Горните въздушни струи претърпяват адиабатно охлаждане и низходяща адвекция, които понякога създават „студени куполи“ над топли части от Източна Азия.
Скорошните проучвания на глобалното затопляне в Азия сочат, че отслабването на Азиатския циклон е основен двигател на по-топлите зими в почти всички континентални части от Евразия, като зависимостта е най-силна при Западносибирската равнина.